# Wells Thompson
Thomas Wells Thompson (* 25. November 1983 in Winston-Salem, North Carolina) ist ein US-amerikanischer Fußballspieler. Der Mittelfeldspieler spielt zurzeit für Chicago Fire in der Major League Soccer. Zuvor war er für die New England Revolution und Colorado Rapids aktiv.

## Karriere
Thompson spielte für die Wake Forest University, während er im College war. Seinen ersten Profivertrag unterschrieb er im Januar 2007 bei New England Revolution, bevor er zwei Jahre später zu den Colorado Rapids wechselte. Dort gewann er im Jahr 2010 mit der Mannschaft die Meisterschaft. Nachdem er aber in der Saison 2012 nur noch Einwechselspieler war, wollte er den Klub verlassen. Colorado Rapids gab ihm daher die Freigabe und Thompson wechselte zu Chicago Fire.